# Cordillera Isabelia
La Cordillera Isabelia o Cordillera Isabella es la cordillera montañosa central en el Departamento de Jinotega fronterizo con Honduras, en la República de Nicaragua.
Recorre este país centroamericano de noreste a sureste a través del centro de su territorio.
La Isabelia alcanza una altitud de más de 2100 metros sobre el nivel del mar (m s. n. m.), alcanza su punto más alto en el pico Mogotón, en la frontera con Honduras, a 2.107 m s. n. m.
Muchas de sus montañas son de bosque, con profundos valles  entre ellas.